# Burgruine Rodersen
Die Burgruine Rodersen, früher Roderikessen genannt, ist die Ruine einer Höhenburg nördlich der Stadt Wolfhagen am südwestlichen Ende der Gemarkung des Stadtteiles Niederelsungen im Landkreis Kassel, Hessen (Deutschland).
Von der aus dem 12. Jahrhundert stammenden Burg sind noch Mauer- und Fundamentreste und der Burggraben zu erkennen. Ihre Ruine ist frei zugänglich.

## Geographische Lage
Die Burgruine Rodersen befindet sich im Naturpark Habichtswald nicht ganz auf halber Luftlinie zwischen Wolfhagen und Volkmarsen. Sie liegt zwischen der 4,6 km südlich gelegenen Kernstadt von Wolfhagen, dem 2,7 km nordnordöstlich befindlichen Wolfhager Stadtteil Niederelsungen, auf deren Gemarkung die Ruine liegt, und dem knapp 2 km nordnordwestlich gelegenen Volkmarser Stadtteil Ehringen. Gänzlich auf Wolfhager Gebiet befindet sie sich auf zirka 220 m ü. NN direkt östlich der Erpe, durch deren Tal der Abschnitt Volkmarsen–Wolfhagen der Bahnstrecke Volkmarsen–Vellmar-Obervellmar verläuft, und rund 700 m östlich der Landesstraße L 3075, die Wolfhagen und Ehringen verbindet.
Etwa 600 m westsüdwestlich der Burgruine Rodersen, die zu Fuß von einem knapp 1,5 km südsüdöstlich von Ehringen an der L 3075 gelegenen Parkplatz zu erreichen ist, befindet sich die Stadtwüstung  Landsberg.

## Geschichte
Die Burg „Roderikessen“ wurde etwa um 1180/1200 unter der Lehnsherrschaft des Erzbischofs von Mainz erbaut, wohl um die mainzischen Ansprüche im Grenzbereich mit dem damaligen Thüringen der Ludowinger zu sichern. Um 1231 wurde sie, zusammen mit dem damaligen Landsberg, von Truppen des Landgrafen Konrad von Thüringen während dessen Fehde mit Mainz zerstört. Im Thüringisch-Hessischen Erbfolgekrieg wurde sie um 1261 durch den Landgrafen Heinrich I. von Hessen endgültig zerstört und blieb danach Ruine. Steine der Burg sollen in dem 1262 errichteten Kirchturm von Niederelsungen eingebaut worden sein.
In den Jahren 1960 bis 1972 wurde die Ruine der nun „Rodersen“ genannten Burg ausgegraben.
2015 stießen Arbeiter beim Graben einer Flutmulde unterhalb der Burg an der Erpe auf eine Schicht mit gebranntem Hauslehm. Bei folgenden Untersuchungen wurden dort mittelalterliche Scherben gefunden, und beim anschließenden Scannen der Umgebung aus der Luft wurden Wallanlagen einer Siedlungsbefestigung aus dem 12. oder 13. Jahrhundert sichtbar. Die Geschichte der Wüstung steht wohl in engem Zusammenhang mit der Burg. Sie wurde gleichfalls Rodersen genannt.

## Burganlage
Von der Burganlage der einstigen Burg „Roderikessen“ sind noch das Fundament des quadratischen Wohnturm-Bergfrieds von 8 mal 8 m Größe zum Hang hin gelegen, Teile der Außenmauer, Reste von Nebengebäuden und Kellern sowie der Halsgraben vorhanden.